# Emanuele Prataviera
Emanuele Prataviera (Motta di Livenza, 6 gennaio 1985) è un politico italiano.

## Biografia
È sposato con Sara e padre di Ludovico, vive a Concordia Sagittaria.
Si diploma all'Istituto Tecnico per Geometri di San Donà di Piave e consegue la laurea in Scienze Politiche e delle Relazioni Internazionali presso l'Università di Padova, frequenta il Master in Gestione delle Pubbliche Amministrazioni alla Bocconi di Milano.
A 16 anni aderisce al movimento dei Giovani Padani. A 20 anni ne è Coordinatore provinciale e a 21 Vice Coordinatore regionale. A 23 anni si candida come sindaco per il Comune di San Stino di Livenza venendo eletto consigliere; a 24 anni si candida alle elezioni provinciali, ed assume l'incarico di Assessore alla Viabilità, Sicurezza Stradale e piste ciclabili della Provincia di Venezia.
Nel 2010 viene nominato Segretario provinciale della Lega Nord per il Veneto Orientale.
Alle elezioni politiche del 2013 viene candidato alla Camera dei Deputati, tra le liste della Lega Nord nelle circoscrizione Veneto 2 in seconda posizione, venendo eletto deputato della XVII legislatura.
Alla Camera fa parte della 14ª Commissione Politiche dell'Unione Europea e della Commissione parlamentare per la semplificazione.
Il 26 marzo 2015, assieme ad altri due deputati e tre senatrici, abbandona la Lega Nord, a causa dell'espulsione di Flavio Tosi dal partito avvenuta il 14 marzo, approdando quindi al Gruppo misto.
L'11 aprile 2016, infine, assieme agli altri deputati fuoriusciti dalla Lega Nord, costituisce la componente del Gruppo misto Fare!-PRI, che si rifà al movimento politico fondato da Tosi in seguito alla sua espulsione dalla Lega.